# پرسای چنگک‌دار
پَرسای چنگک‌دار (Cirrus uncinus) گونه‌ای است از ابر پرسا که اغلب به شکل ویرگول و در رأس به صورت چنگک یا طره مو است.